# Virslīga 1934
In 1934 werd het achtste voetbalseizoen gespeeld van de Letse Virslīga. RFK werd kampioen.

## Eindstand
| Plaats | Club             | Wed. | W  | G | V  | Saldo | Ptn. |
| ------ | ---------------- | ---- | -- | - | -- | ----- | ---- |
| 1.     | RFK              | 14   | 11 | 2 | 1  | 40-9  | 24   |
| 2.     | Riga Wanderer    | 14   | 9  | 0 | 5  | 30-14 | 18   |
| 3.     | ASK              | 14   | 8  | 1 | 5  | 22-15 | 17   |
| 4.     | Olimpija Liepāja | 14   | 7  | 2 | 5  | 31-7  | 16   |
| 5.     | Union            | 14   | 6  | 1 | 7  | 23-43 | 13   |
| 6.     | Hakoah Riga      | 14   | 5  | 2 | 7  | 19-31 | 12   |
| 7.     | JKS              | 14   | 5  | 0 | 9  | 20-39 | 10   |
| 8.     | Liepājas ASK     | 14   | 1  | 0 | 13 | 17-44 | 2    |

|  | Kampioen   |
|  | Degradatie |

## Kampioen
| Virslīga 1934           |
| Letland                 |
| ----------------------- |
| RFK Kampioen (6° titel) |